# 铁丰区
铁丰区，旧区名。1965年由齐齐哈尔市铁东区改置。在今黑龙江省齐齐哈尔市区中部。1984年改名铁锋区。 